# Obere Stadt (Frankfurt nad Odrą)
Obere Stadt – dzielnica w centralnej części Frankfurtu nad Odrą, w kraju związkowym Brandenburgia W 2015 roku liczyła 8929 mieszkańców.
Obere Stadt składa się z osiedli:
- Katholische Kirche,
- AOK,
- Ärztehaus/ Kleistpark,
- Thomas-Müntzer-Hof,
- Weißes Rössel,
- Freilichtbühne,
- Bruno-Peters-Berg,
- Annenstraße,
- Botanischer Garten,
- Kleistpark,
- Huttenstraße.

## Demografia
Źródło: 

## Galeria

Mapa dzielnicy
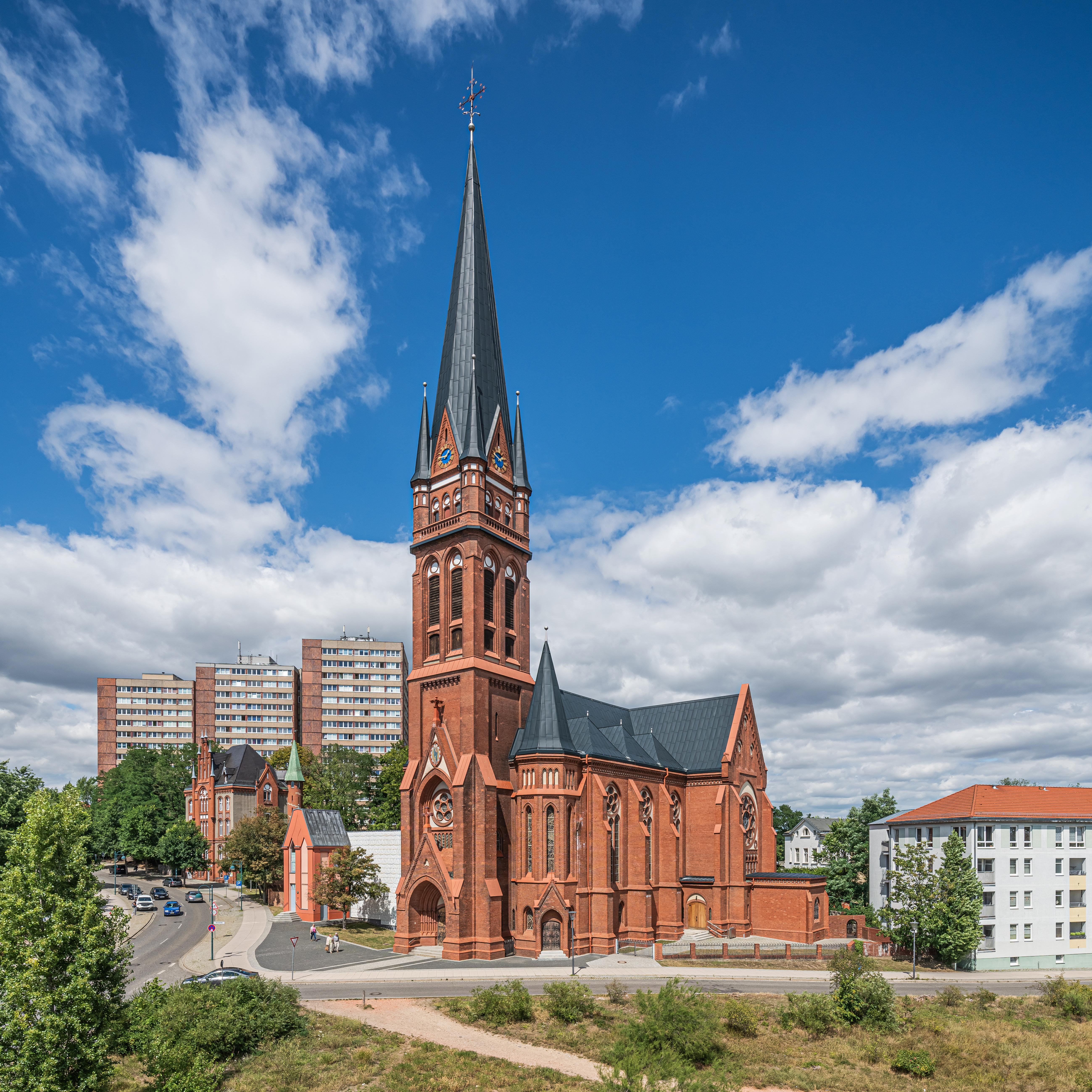
Kościół Świętego Krzyża
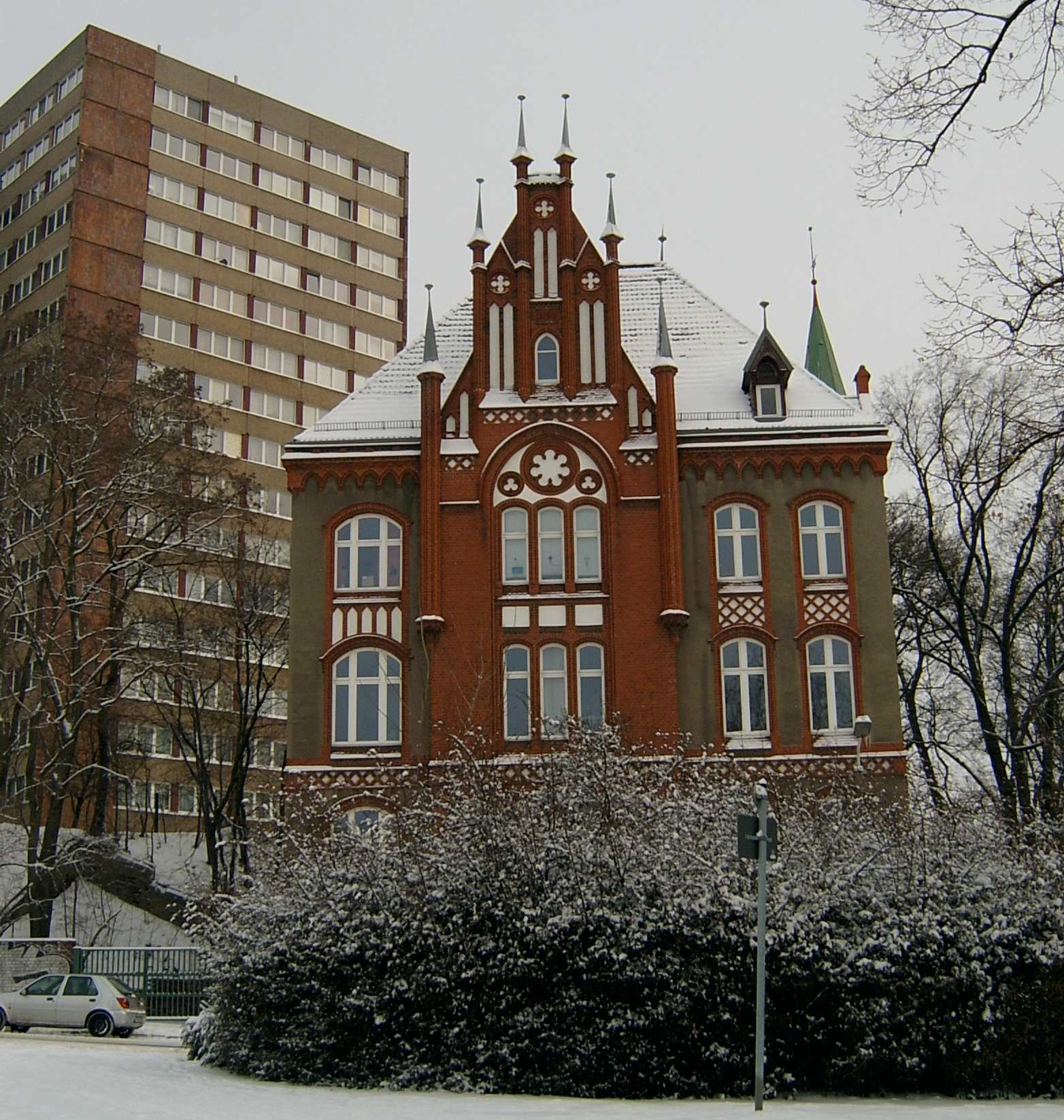
Plebania kościoła pw. św. Krzyża
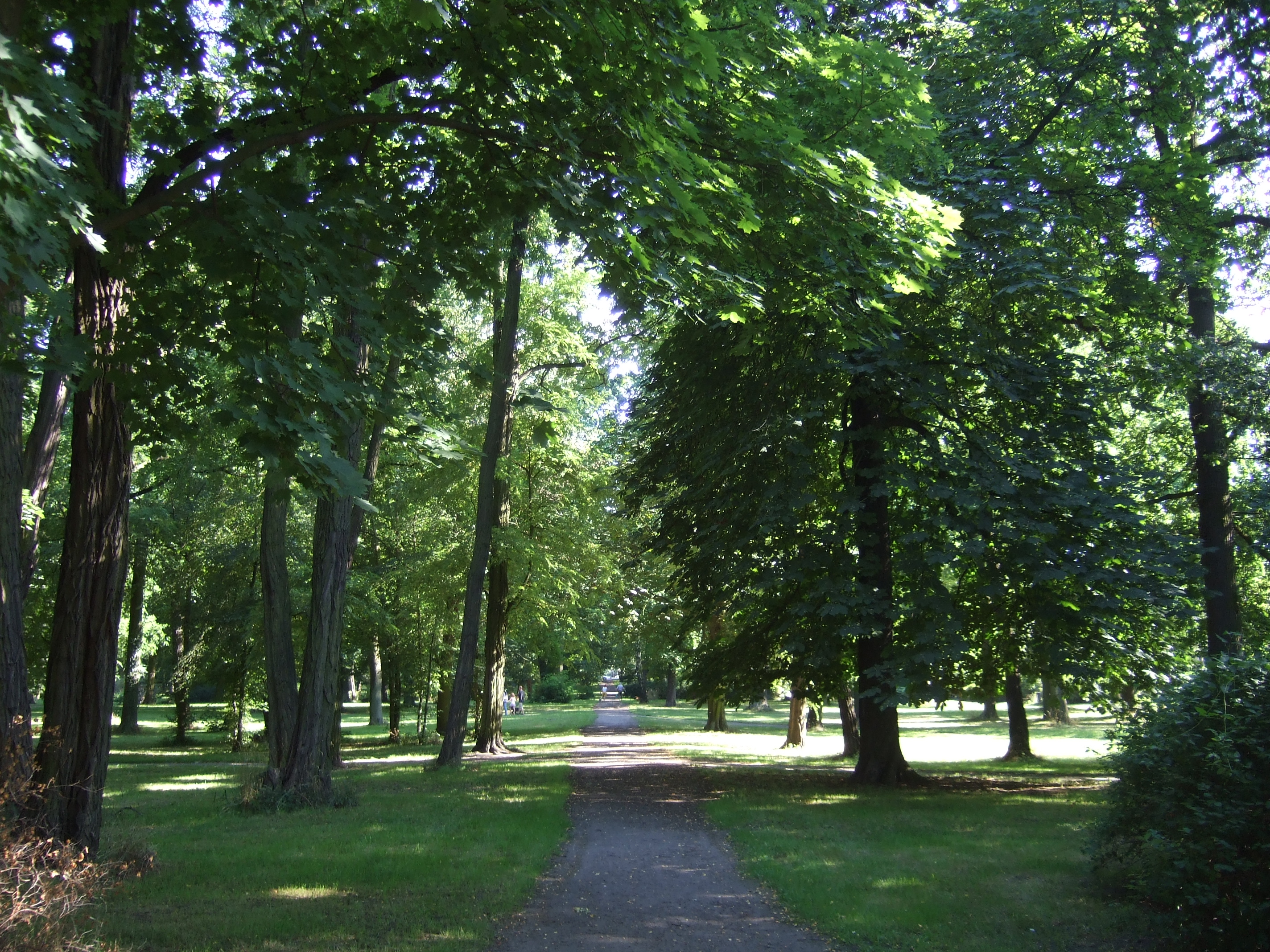
Kleistpark (Park Kleista)